# Polystichum longidens
Polystichum longidens är en träjonväxtart som beskrevs av Ren-Chang Ching och S. K. Wu. Polystichum longidens ingår i släktet Polystichum och familjen Dryopteridaceae. Inga underarter finns listade.